# Pariodontis riggenbachi
Pariodontis riggenbachi är en loppart som först beskrevs av Rothschild 1904.  Pariodontis riggenbachi ingår i släktet Pariodontis och familjen husloppor.

## Underarter
Arten delas in i följande underarter:
- P. r. riggenbachi
- P. r. turkestanica
- P. r. wernecki
- P. r. yunnanensis